# Potamogeton crispus
La brasca increspata (Potamogeton crispus L.) è una pianta acquatica della famiglia Potamogetonaceae.

## Descrizione
È una pianta idrofita radicante, con fusti quadrangolari ramificati, lunghi fino a 2 m.

Le foglie, sommerse, sono lanceolate, lunghe 8–10 cm, con margine ondulato, verdi o brune, con venatura centrale rossastra.

I fiori, piccoli e di colorazione variabile dal verde al bruno-rossastro, sono riuniti in infiorescenze a spiga che emergono dalla superficie dell'acqua.

## Distribuzione e habitat
È una specie originaria dell'Eurasia, Africa e Australia, che grazie alla sua invasività è divenuta pressoché cosmopolita.
In Italia è presente in tutta la penisola e nelle isole maggiori.
Cresce in acque stagnanti o con debole corrente, tollerando anche una leggera presenza di sale, il che le permette di proliferare anche in aree estuarine.

## Ecologia
Le sue foglie sono molto gradite a carpe e tinche nonché a molti gasteropodi di acqua dolce come limnee e planorbari.